# Piste de bobsleigh, luge et skeleton de Xiaohaituo
La piste de bobsleigh, luge et skeleton de Xiaohaituo (en chinois : 国家雪车雪橇中心) est une piste de bobsleigh, luge et skeleton située à Xiaohaituo (Chine), dans le district de Pékin.

## Grands évènements accueillis
- Les Jeux olympiques d'hiver de 2022.